# Eva Ahnert-Rohlfs
Eva Ahnert-Rohlfs (Coburg 11 augustus 1912 – Sonneberg 9 maart 1954) was een Duitse astronoom. Ze deed belangrijke observaties van variabele sterren.
Rohlfs studeerde van 1931 tot 1933 aan de universiteiten van Würzburg, München en Kiel. Na negen jaar terugtrekking om familiale redenen studeerde ze van 1942 tot het einde van de Tweede Wereldoorlog aan de Universiteit van Göttingen. Vanaf 1945 werkte ze nauw samen met professor Cuno Hoffmeister als assistent-astronoom aan het Sonneberg-observatorium. In 1951 behaalde ze haar doctoraat in de astrofysica aan de Universiteit van Jena. Bij het Sonneberg-observatorium ontmoette Rohlfs de astronoom Paul Oswald Ahnert. Ze huwden in 1952.
Vanuit het Sonneberg-observatorium deed ze belangrijke observaties van veranderlijke sterren, die ze beschreef in het artikel Zur Struktur und Entstehung des Perseidenstroms dat is opgenomen in de publicaties het observatorium en later ook als boek.
Eva Ahnert-Rohlfs overleed op 41-jarige leeftijd in Sonneberg aan complicaties bij een bevalling.

## Publicaties
- "Strahlungsdruck, Poynting-Robertson-Effekt und interstellare Materie." Mitteilung der Sternwarte Sonneberg 43 (1953)
- "Vorläufige Mitteilung über Versuche zum Nachweis von Meteoritischem Staub." Mitteilung der Sternwarte Sonneberg 45 (1954)
- "Zur Struktur der Entstehung des Perseidenstroms." Veröffentlichung der Sternwarte Sonneberg (part 2, pp. 5–38) (1956)

- Gemeinsame Normdatei: 104542292
- International Standard Name Identifier: 0000 0000 0682 8424
- Virtual International Authority File: 15207845
- WorldCat: E39PBJdmfwpBW73MhFrPRjrpfq